# Michel François (artiste)
Pour les articles homonymes, voir François et Michel François.
Michel François est un artiste contemporain belge né à Saint-Trond en 1956.
Il pratique aussi bien la sculpture, que l'installation, la vidéo ou la photographie.

## Biographie
Michel François était représenté à Paris par la galerie Jennifer Flay dans les années 90. Il travaille depuis 2010 avec la galerie Kamel Mennour.
Il enseigne à l'École nationale supérieure des beaux-arts de Paris depuis 2009.
Avec l'artiste plasticienne Ann Veronica Janssens, il est père de l'actrice belge Léone François et de Justine François anthropologue programmatrice. Michel François est le grand père de June et Léaïna.

## Principales expositions individuelles
- Vereniging voor het Museum van Hedendaagse Kunst, Gand, 1988
- Musée royal d'art moderne à Bruxelles, Bruxelles, 1988
- Michel François, Palais des beaux-arts de Bruxelles, 1992[1]
- Mest, Brannetels en paardenbloemen, Witte De With, Rotterdam, 1997
- A flux tendu, Centre d’art le LAIT, Albi, 1998[2]
- La Plante en nous, Kunsthalle de Berne, Berne; Haus der Kunst, Munich, 2000
- Blac, Théâtre Marni, Bruxelles, 2001[3]
- Psycho Jardin, Espai 13 de la Fondation Joan Miró de Barcelone. Partie du cycle Per a tots els públics (commissaires d'exposition : Mònica Regàs, Ferran Barenblit et Frederic Montornés).
- Théâtre des opérations, Art Pace Foundation, San Antonio, Texas, 2004
- SMAK, Gand, Belgique, 2009[4]
- Hespérides, Musée cantonal des beaux-arts de Lausanne, Suisse[5]
- Michel François: Plans d’évasion, Institut d’art contemporain, Villeurbanne, 2010[6]
- 45000 affiches 1984 - 2011, MAC’s, Le Grand-Hornu, Belgique, 2011[7],[8]
- 22500 affiches 1994 - 2011, Centre de Création Contemporaine (CCC), Tours, France, 2011[9]
- Pièces à conviction, CRAC, Sète, France, 2012[10],[11]

## Expositions collectives
- Dokumenta IX, Kassel, Germany, 1992[12]
- Patrick Corillon, Michel François, Michel Frère, Jean-François Octave, La Serre des beaux-arts, Musée des beaux-arts de Saint-Étienne, juin 1994.
- XXIIe Biennale de Sao Paulo, Brésil, 1994
- Horror vacui, Pavillon belge, 48e Biennale de Venise, 1999
- Salon Intermédiaire, Centre Georges Pompidou, Paris, 2002

Le travail de plasticien de Michel François l'a également amené à collaborer avec la chorégraphe belge Anne Teresa De Keersmaeker pour trois spectacles : The Song (2009), En atendant (2010), et Partita 2 (2013).

## Collections
- Installation d'affiches, Centre hospitalier universitaire de Liège[13]
- Souffle dans le verre, Bibliothèque Montjoie, Uccle, Belgique, dépôt de la Fondation Roi Baudouin[14]
- Le Scribble, Bd Mairaux, La Louvière, Belgique[15]
- Centre Georges-Pompidou, Paris, France
- Fonds national d'art contemporain, France
- Institut d'art contemporain de Villeurbanne, France
- FRAC Aquitaine
- FRAC Champagne-Ardenne
- Le Plateau (centre d'art contemporain)
- FRAC Limousin
- Musées royaux des beaux-arts de Belgique, Bruxelles, Belgique
- Musée municipal d'art actuel (Gand), Belgique
- Fondation François Pinault, Venise, Italie

## Publications
- The World and the Arms, an Hearthly Residence, F.R.A.C. Limousin/ArtBook, 1997, p.  (ISBN 2-908257-21-1)
- Michel François, En même temps, Bruxelles, Belgique, Éditions La Lettre volée, 1998, 88 p.  (ISBN 2-87317-071-9)
- Michel François, Actions. La plante en nous, CD-ROM, éditions Magic Media, 2001[16]
- La Plante en Nous : The Plant Within Us, Göttingen, Allemagne, Steidl Verlag, 2001  (ISBN 3-88243-765-0)
- Carnet d’expositions, Kraichtal, éd.Ursula Blickle Stiftung-Westfälischer Kunstverein Münster-Galleria d’Arte Moderna Bologna, 2002
- Déjà vu, Center for Contemporary Art (CCA), Kitakyushu, 2003.
- Plans d’évasion, Roma publications, S.M.A.K., Gand et IAC, Villeurbanne, 2010.